# Di’Anno (album)
A Di'Anno Paul Di'Anno szólólemeze 1984-ből. Di'Anno korábban az Iron Maiden nevű brit heavy metal zenekar énekese volt évekig, mielőtt kirúgták. Az együttes egy rövid életű szóló-projektje volt, ami röviddel az album kiadása után feloszlott.
Az album valójában legelőször Japánban lett kiadva Two Swimmers & A Bag of Jockies címen. A cím egy utalás volt egy korábbi dobos barátjukra, Mark Stewartra.
Az album csak 105. helyet ért el az UK Albums Chart listákon, és emiatt a csapat a rövid lemezbemutató turné után feloszlott.
Az összes szám DiAnno, Browne, Slater, Venables and Ward által íródott, kivéve a "Heartuser", amelyet Terry Britten & Sue Shifrin írtak.

## Számlista
1. "Flaming Heart" - 3:49
2. "Heartuser" - 4:03
3. "Here to Stay" - 4:51
4. "The Runner" - 3:16
5. "Tales of the Unexpected" - 6:06
6. "Razor Age" - 5:18
7. "Bright Lights" - 3:40
8. "Lady Heartbreak" - 4:18
9. "Antigua" - 4:35
10. "Road Rat" - 3:54